# 约翰·兰登 (设计师)
约翰·兰登 （ John Langdon，1946年4月19日生）是美国平面设计师，雙向圖作家和画家。 

## 人物
约翰·兰登是乔治·兰登（George Langdon）的儿子，乔治·兰登是宾夕法尼亚州梅里翁市美国圣公会附属的私立学校Dpiscopal Academy的老师，约翰在1950年至1964年之间曾就读于该校，获得Dickinson College学士学位并于1968年毕业。 
他通过自学成为画家和图形设计师，并且自1976年以来一直是自由文字和标志字体设计师 。 他在1960年代末和1970年代初开始绘制雙向圖，并在1992年出版了雙向圖集《文字游戏（Wordplay）》。 
他是丹·布朗父亲的朋友，并因丹·布朗的小说《 天使与魔鬼 》而闻名，正是他为布朗设计了《天使与魔鬼》一书初版封面和小说中使用的双向图。在这部小说的致谢部分，布朗称约翰·兰登为“当代最杰出最具天赋的艺术家之一……他出色完成了我提出的几乎不可能实现的挑战，创造出了小说中的双向图。”
为了致敬，《天使与魔鬼》《達文西密碼》和《失落的秘符》等小说的主人公羅柏·蘭登的名字是取自他。
约翰·兰登还为电影《达·芬奇密码》设计了布朗虚构出的苏黎世储蓄银行的标志。

兰登主要受到超现实主义萨尔瓦多·达利和雷內·馬格利特、立体主义喬治·布拉克、巴勃羅·畢卡索和胡安·格里斯的影响，及莫里茲·柯尼利斯·艾雪的美术和字体设计师Herb Luberlin的影响。 
兰登现在担任卓克索大學艺术设计教授 。 

## 脚注
1. ↑  Naughton, Philippe. . Times Online. 2006-03-13  [2014-04-02]. （原始内容存档于2009-05-15）.
2. ↑  Bearn, Emily, , Telegraph, April 12, 2005  [2008-03-01], （原始内容存档于2007-10-14）
3. ↑  Naughton, Philippe, , London: Times Online, March 13, 2006  [2008-03-01], （原始内容存档于2009-05-15）
4. ↑  . Drexel University. 2009-05-04  [2019-11-17]. （原始内容存档于2014-06-19）.
5. ↑  Perseghin, Lou, , City Paper,   [2008-03-01], （原始内容存档于2008年7月24日）